# Tella-Sin
Tella-Sin är en kommun i Spanien.   Den ligger i provinsen Provincia de Huesca och regionen Aragonien, i den nordöstra delen av landet, 400 km nordost om huvudstaden Madrid. Antalet invånare är 263. Arean är 90 kvadratkilometer.
Terrängen i Tella-Sin är huvudsakligen bergig, men åt sydväst är den kuperad.